# Hyneria
Hyneria is een geslacht van uitgestorven kwastvinnige zoetwatervissen uit het Devoon (Fammenien, ongeveer 360 miljoen jaar geleden). Hyneria was een roofdier dat vier tot vijf meter lang kon worden en een gewicht van meer dan twee ton kon bereiken. De typesoort is Hyneria lindae.
In 1968 werden in een groeve bij Red Hill in Pennsylvania (Verenigde Staten) fossiele tanden, botten en een staart gevonden van deze vis. Alhoewel sindsdien verschillende andere vondsten gedaan werden is nog geen heel skelet ontdekt.
Vermoed wordt dat de vis een scherp zicht had en een goed ontwikkeld reukorgaan. Zijn voedsel zou voornamelijk uit andere vissen en amfibieën bestaan hebben. Er zijn ook aanwijzingen dat de vis, gebruik makend van zijn sterk ontwikkelde vinnen, zich ook op het land zou kunnen begeven hebben, al was het maar voor zeer korte stukjes. Dit op land begeven bestond uit het vanuit het water springen op het land en een klein stukje voortbewegen zoals we dit kennen van de orka. Dit met de bedoeling om sommige van de eerste amfibieën te kunnen grijpen die wel deels op het land leefden maar hier nog heel traag voortbewogen.

## Etymologie
De geslachtsnaam Hyneria is een verwijzing naar het dorpje Hyner, Pennsylvania, vlakbij waar het eerste exemplaar werd gevonden. De soortnaam Hyneria lindae is afgeleid van de naam van de vrouw van Keith Stewart Thomson, die deze vis beschreef.

## Beschrijving
Hyneria was een grote vis. De totale lengte van Hyneria lindae wordt geschat op ongeveer 2,5-3 meter. De grootste complete kaak reikt tot 38 centimeter, maar er is een veel groter fragment van een kaak die mogelijk twee keer zo lang is, hoewel dat exemplaar mogelijk van een rhizodont is. Een andere soort, Hyneria uldezinye, werd ooit geschat op een lengte tussen de 2 en 4 meter voordat hij werd beschreven. In de soortbeschrijving wordt echter geschat dat het grootste exemplaar toebehoort aan een dier van ongeveer 2,7 meter. Gebaseerd op een onbekend exemplaar (er wordt niet vermeld tot welke soort het behoort), was Hyneria mogelijk in staat om een lengte van 3,5 meter te bereiken. Zijn schedel had zware, geribbelde huidbeenderen en zijn onderkaak was relatief lang en ondiep. De tanden waren stevig en die van de voorkaak vormden giftanden van meer dan 5 centimeter. Het lichaam was bedekt met cycloïde schubben. Het dier had grote zintuiglijke kanalen om mogelijke prooien op te sporen, want de zoetwateromgeving waarin hij leefde was waarschijnlijk troebel met weinig zicht. Volwassen individuen hadden nog steeds juveniele kenmerken (dat wil zeggen gedeeltelijk niet verbeende skeletten), wat suggereert dat ze waarschijnlijk neotisch waren.

## Ontdekking
De oorspronkelijke fossielen waren afkomstig van twee vindplaatsen in Pennsylvania, Verenigde Staten, één gevonden tussen de dorpen North Bend en Hyner en een andere in de buurt van Emporium. Ze bestonden uit een gedeeltelijke ontlede schedel en fragmenten van de schoudergordel. De fossielen werden gevonden in de Catskillformatie van de Red Hill-schalie, daterend uit het Laat-Devoon. Dit waren de enige overblijfselen die bekend waren tot 1993, toen bij een hernieuwde zoekactie overvloedig nieuw materiaal werd ontdekt. Hyneria wordt beschouwd als de grootste en meest voorkomende kwastvinnige vis die in de Red Hill-schalie is gevonden. In februari 2023 werd de tweede soort Hyneria udlezinye benoemd op basis van overblijfselen die ontdekt werden in de Waterloo Farm lagerstätte. Deze resten omvatten de schedel en de schoudergordel.